# Michel Collinot
Pour les articles homonymes, voir Collinot.
Michel Collinot, né le 2 novembre 1946, est un homme politique français.

## Biographie
Fils d'un caviste, il a pour sa part été représentant en vins.
Proche de Jean-Pierre Stirbois, il milite au Mouvement jeune révolution (MJR) dans les années 1960 et fut l'un des promoteurs de l'Union solidariste en 1976. 
Il rejoint le Front national en 1977 et est élu député européen en 1984. Il siège au conseil régional de Bourgogne de 1986 à 1998. Il est aussi l'un des fondateurs, avec Roland Gaucher, Jean Bourdier, François Brigneau et Jean-François Touzé, de National-Hebdo.
C'est aussi à Michel Collinot que le FN doit le concept de la Fête des Bleu-blanc-rouge et de Radio Le Pen, la messagerie téléphonique du parti.
En 1996, il est interné dans un hôpital psychiatrique à Bourg-en-Bresse. Il se retire de la vie politique en 1998.